# Округ Плат (Мисури)
Плат (енгл. Platte County) је округ у америчкој савезној држави Мисури.

## Демографија
По попису из 2010. године број становника је 89.322, што је 15.541 (21,1%) становника више него 2000. године.
| Група             | 2000.          | 2010.          |
| Белци             | 66.230 (89,8%) | 75.135 (84,1%) |
| Афроамериканци    | 2.574 (3,5%)   | 5.270 (5,9%)   |
| Азијати           | 1.093 (1,5%)   | 2.051 (2,3%)   |
| Хиспаноамериканци | 2.211 (3,0%)   | 4.424 (5,0%)   |
| Укупно            | 73.781         | 89.322         |